# Bikić
Bikić (mađ. Bácsbokod, nje. Wikitsch) je pogranično veliko selo u jugoistočnoj Mađarskoj.
Zauzima površinu od 63,93 km četvornih.

## Zemljopisni položaj
Nalazi se na 46°7' sjeverne zemljopisne širine i 19°10' istočne zemljopisne dužine, u regiji Južni Alföld, nekoliko kilometara sjeverno od sela Boršota.

## Upravna organizacija
Upravno pripada Bajskoj mikroregiji Bačko-kiškunske županije. Poštanski broj je 6453.
U Bikiću se nalaze jedinice Hrvatske manjinske samouprave i Njemačke manjinske samouprave u Republici Mađarskoj.

## Promet
Bikić se nalazi na željezničkoj prometnici. U selu je i željeznička postaja.

## Stanovništvo
U Bikiću živi 3101 stanovnik (2005.). Mađari su većina. Nijemaca je 5,1%, Hrvata je 1,8%, Srba je 0,4%, Roma je 0,1%, te ostalih. Rimokatolika je 84,6%, kalvinista je 3%, grkokatolika 0,3%, luterana je 0,2%, te ostalih.
U povijesti je Bikić bilježio brojnu hrvatsku zajednicu, uglavnom iz skupine Bunjevaca. 1730. su izvori pisali o Bikiću kao "bunjevačkom naselju".

### Obrazovanje
Školovanje na hrvatskom jeziku za hrvatsku manjinu je organizirano kao i u Aljmašu, Dušnoku, Baćinu, Baji i Kaćmaru, tako da se hrvatski jezik predaje kao predmet i to 4 odnosno 5 sati tjedno, i to u nižim razredima (1. – 4.).

### Poznati stanovnici
Josip Đido Vuković, hrvatski književnik i političar, je bio rođen u Bikiću.

Pajo Kujundžić i György Balogh, svećenici i hrvatski preporoditelji u Bačkoj, su jedno svoje vrijeme službovali u Bikiću.

## Zanimljivosti
Novinar i književnik János Csuka u svom djelu "A délvidéki magyarság története 1918-1941" je naveo, i to po imenima, izaslanika Bunjevaca, koji su sudjelovali 22. rujna 1919. Mirovnoj konferenciji u Parizu, a među njima je bio i izaslanik i iz ovog sela.

## Vanjske poveznice
- Bikić na fallingrain.com